# Cá lóc Trung Quốc
Cá lóc hoa Trung Quốc hay Cá chuối hoa Trung Quốc, cá lóc Tàu (Danh pháp khoa học: Channa argus) là một loại cá quả có nguồn gốc từ Trung Quốc, Viễn Đông Nga, Bắc Triều Tiên, Nhật Bản (Honshu) và Hàn Quốc, với phạm vi phân bố từ sông Amur tới đảo Hải Nam. Nó đã du nhập vào nhiều khu vực khác và bị coi là loài xâm lấn. Tại châu Âu, báo cáo ghi nhận đầu tiên về loài này là từ Tiệp Khắc năm 1956. Tại Hoa Kỳ loài này bị coi là loài xâm lấn mức cao. Trong một sự kiện nổi tiếng, một số cá thể đã được tìm thấy trong một cái ao tại Crofton, Maryland vào năm 2002, dẫn đến việc truyền thông đưa tin nhiều và hai bộ phim về vụ việc xảy ra là Snakehead Terror và Frankenfish.
Cá lóc Trung Quốc và loài lai ghép (C. maculata cái x C. argus đực, nuôi chủ yếu tại Quảng Đông sau khi nhân giống và phát triển thành công tại Thuận Đức năm 1994) đã được nhập về và bày bán tràn lan ở thị trường Việt Nam, lấn át cả loài cá lóc đồng nội địa.

## Mô tả

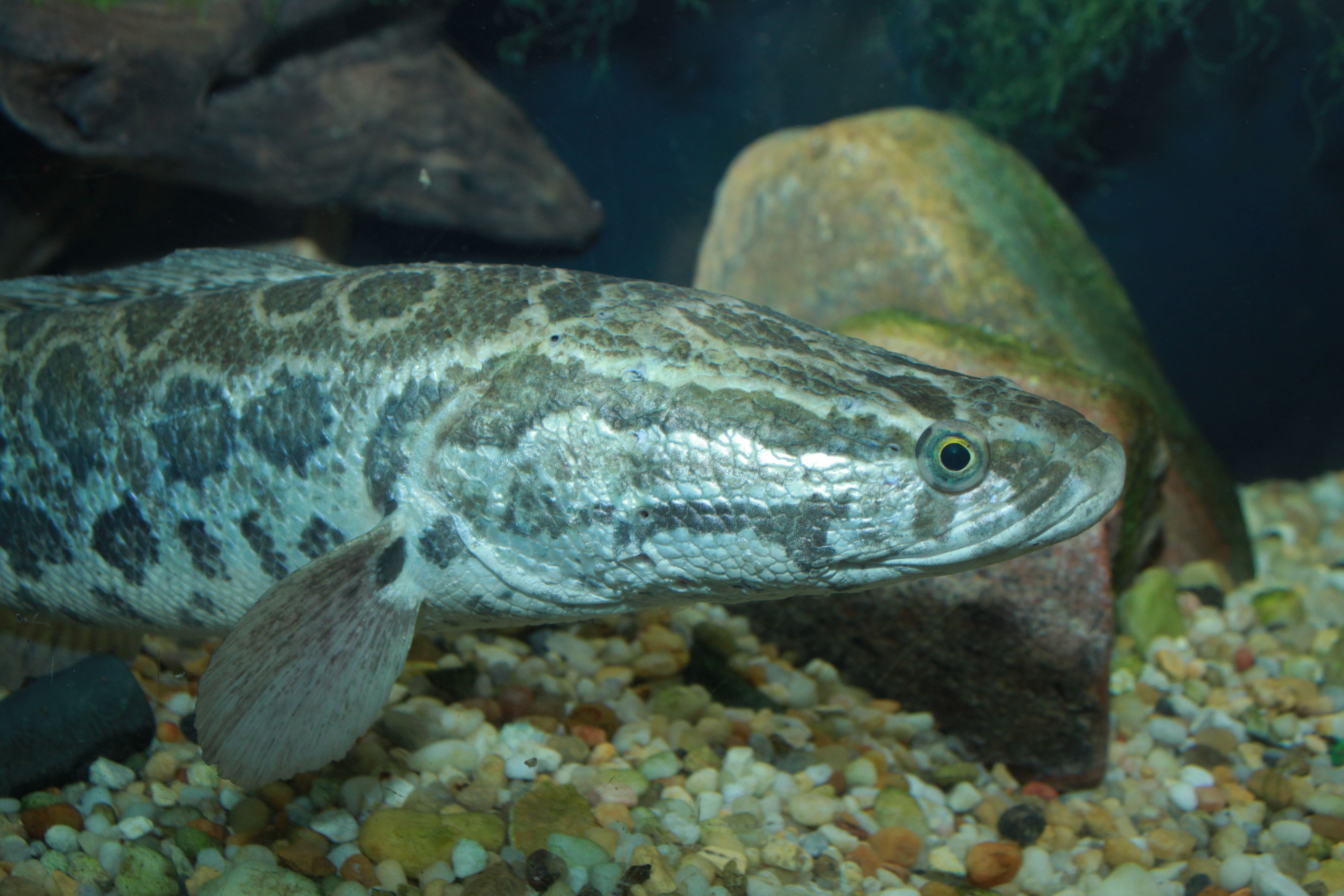
Phần đầu của cá lóc Trung Quốc.

Các đặc trưng phân biệt của cá lóc Trung Quốc bao gồm một vây lưng dài với 49–50 tia vây mềm, và vây hậu môn với 32–38 tia vây mềm, đầu nhỏ và dẹp về phía trước, mắt nằm phía trên phần giữa của hàm trên, miệng to kéo dài vượt quá phía sau mắt, và răng dạng lông nhung (răng nhỏ, thanh mảnh, tạo thành các dải như nhung), với răng nanh to trên hàm dưới và các xương vòm miệng. Nó có thể có chiều dài tới 100 cm (3 ft 3 in), nhưng có cá thể có thể dài tới 150 cm (4 ft 11 in) đã được các nhà ngư học Nga ghi nhận. Cá thể nặng nhất được Hiệp hội Cá thể thao Quốc tế (International Game Fish Association) ghi nhận năm 2014 cân nặng 8,05 kg (17 lb 12 oz), nhưng kỷ lục này đã bị vượt qua bởi con cá nặng 18,42 lb (8,36 kg) mà người ta đánh bắt được vào năm 2016.
Màu của nó là từ nâu vàng đến nâu nhạt, với các đốm sẫm màu ở hai bên và các đốm hình yên ngựa ở phần lưng. Các đốm về phía trước có xu hướng chia tách giữa các đoạn trên và dưới, trong khi các đốm phía sau có xu hướng tiếp giáp nhau. Màu của cá non và cá trưởng thành gần như đồng nhất, và điều này là bất thường đối với các loài cá lóc, và là giống như Channa maculata, nhưng có thể phân biệt được bằng 2 đốm giống như vạch ngang trên cuống đuôi; ở C. maculata thì vạch ngang phía sau thường là hoàn hảo, với khu vực giống như vạch ngang nhạt màu trước và sau nó, trong khi ở C. argus thì vạch ngang phía sau là không đều và có vết lốm đốm và không có các khu vực nhạt màu trước và sau nó.

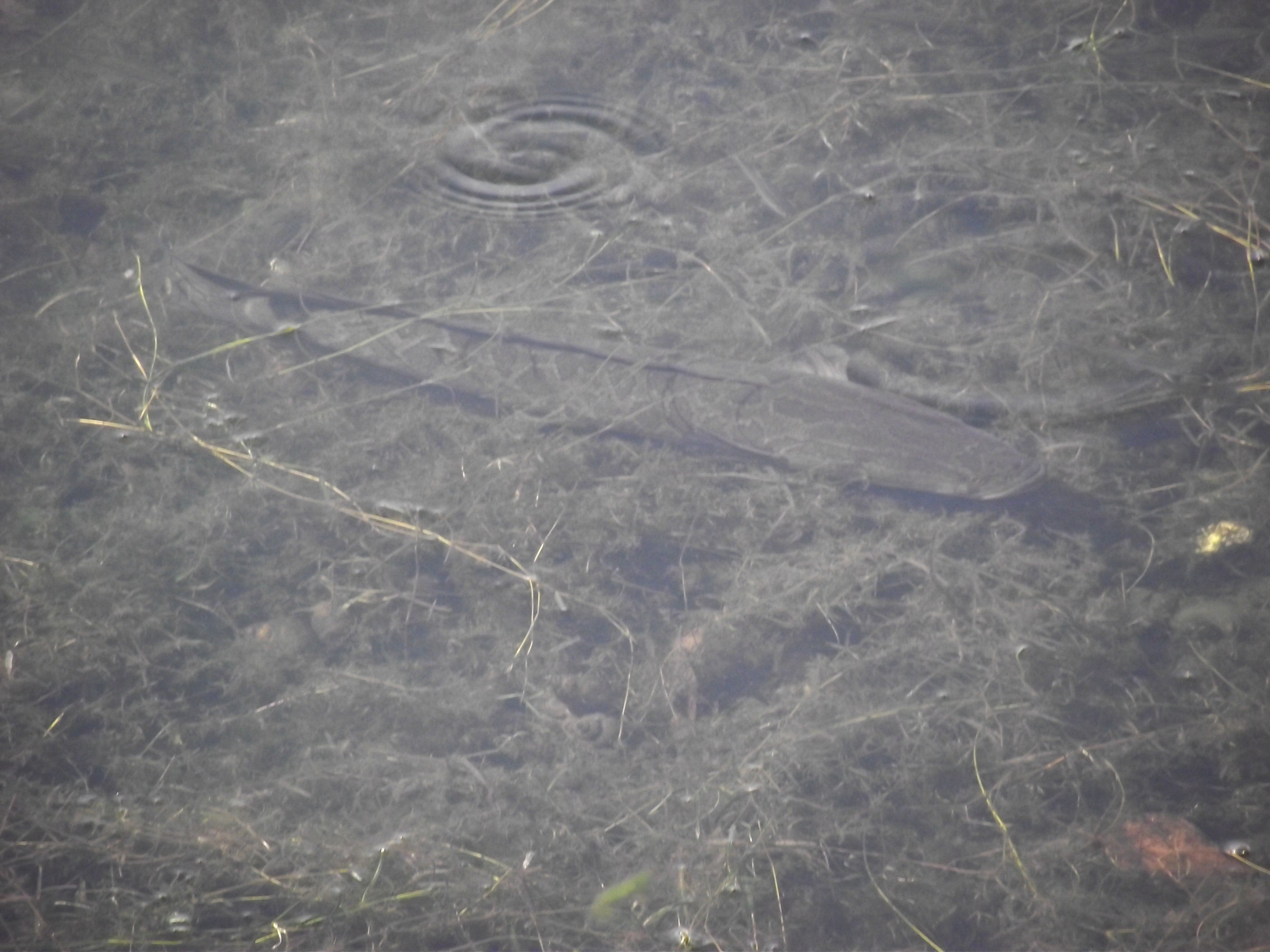
Cá lóc Trung Quốc tại vùng nước nông.

## Tập tính
Cá lóc Trung Quốc là loài cá nước ngọt và không chịu được độ mặn trên 10 phần triệu. Nó là loài cá thở không khí không bắt buộc bằng việc sử dụng một cơ quan trên mang và động mạch chủ bụng rẽ đôi cho phép nó thở cả trong nước lẫn trong không khí. Hệ thống hô hấp bất thường này cho phép nó sống đến vài ngày ngoài môi trường nước; vì thế nó có thể trườn sang vùng nước khác hay sống sót khi bị con người vận chuyển đi xa. Chỉ có cá non của loài này (không phải cá trưởng thành) mới có thể di chuyển vượt qua đất liền trên một khoảng cách ngắn bằng chuyển động trườn. Môi trường sống ưa thích của loài này là những vùng nước tù đọng với đáy nhiều bùn và thực vật thủy sinh hay những con suối nhiều bùn chảy chậm. Nó chủ yếu là loài ăn cá, nhưng cũng ăn cả động vật giáp xác, động vật không xương sống khác và động vật lưỡng cư.

## Sinh sản
Cá lóc Trung Quốc có thể nhân đôi quần thể chỉ trong vòng 15 tháng. Nó đạt độ thuần thục sinh sản khi 2 đến 3 năm tuổi, với kích thước dài khi đó cỡ 30 đến 35 cm (1 ft 0 in–1 ft 2 in). Trứng được thụ tinh ngoài; cá cái có thể đẻ tới 100.000 trứng mỗi năm vào giai đoạn tháng 6-7. Sự thụ tinh diễn ra trong vùng nước nông vào lúc sáng sớm. Trứng hình cầu màu vàng, đường kính khoảng 2 mm (0,079 in). Trứng nở sau 1–2 ngày, nhưng có thể lâu hơn khi nhiệt độ thấp. Trứng được cá bố mẹ bảo vệ cho đến khi noãn hoàng được hấp thụ, khi trứng có kích thước dài khoảng 8 mm (0,31 in).

## Sử dụng
Được nuôi thả ở quy mô thương mại tại Trung Quốc để làm thực phẩm. Năm 2010 sản lượng đạt 376.529 tấn. Các trung tâm nuôi thả chính là Sơn Đông, Hồ Nam, Chiết Giang, Giang Tây.

## Phân loài
Người ta ghi nhận 2 phân loài là C. a. argus có nguồn gốc Trung Quốc và Triều Tiên và C. a. warpachowskii có nguồn gốc từ miền đông Nga.

## Hình ảnh

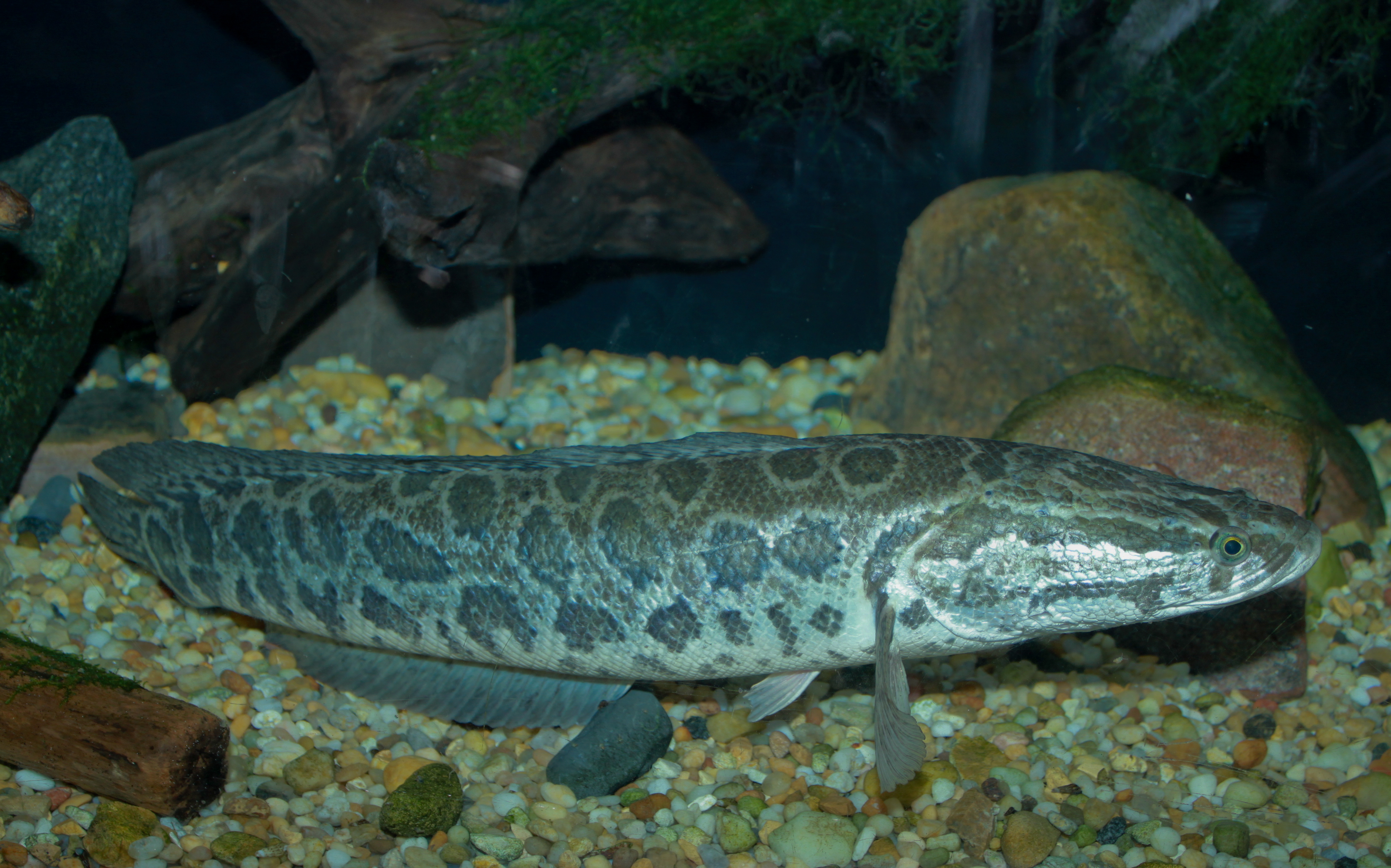
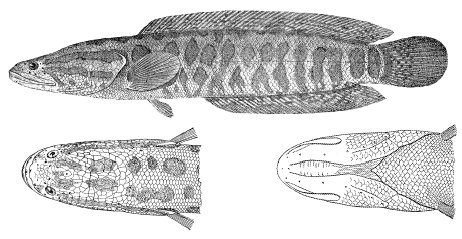